# Rose Scott-Moncrieff
Rose Scott-Moncrieff née en 1903 et morte en 1991 est une  biochimiste anglaise, considérée comme la fondatrice de la génétique biochimique. 

## Biographie
Elle fait ses études à l'Imperial College London et obtient un doctorat à Cambridge en 1930. Parce qu’elle est une femme, elle ne reçoit qu’un certificat et elle n'est pas autorisée à intégrer l’université. Elle travaille à la John Innes Horticultural Institution. Dans les années 1930, elle travaille avec des personnalités de premier plan de la chimie et de la génétique. Elle relatera plus tard ses souvenirs de carrière dans un ouvrage, La période classique en génétique chimique. Souvenirs de Muriel Wheldale Onslow, Sir Robert Robinson et JBS Haldane. 
Rose Scott-Moncrieff rejoint le département de biochimie de l'Université de Cambridge en 1925 et étudie avec Muriel Wheldale Onslow. Elle poursuit les recherches de Muriel Wheldale Onslow sur le contrôle génétique de la pigmentation chez Antirrhinum majus. 
En 1929, Rose Scott-Moncrieff reçoit une bourse du département de la recherche scientifique et industrielle qui lui permet de commencer à travailler avec JBS Haldane sur la biologie moléculaire de la couleur des fleurs. Au début de leur collaboration, elle est travaille au laboratoire du professeur Gowland Hopkins de l'Université de Cambridge où JBS Haldane est professeur. Leurs expériences sur la chimie des anthocyanines sont principalement menées au Merton College d'Oxford. JBS Haldane la persuade d'élargir ses recherches pour inclure l'étude chimique et génétique de la pigmentation des fleurs. Il lui présente également les généticiens du centre John Innes où elle commence ses recherches en biochimie sur des génotypes apparentés. La capacité de Rose Scott-Moncrieff à rassembler des scientifiques spécialisés en chimie avec ceux travaillant en génétique a joué un rôle important dans ses découvertes. 
Dans les années 1930, Rose Scott-Moncrieff et ses collègues publient un certain nombre d'articles précurseurs dans le Biochemical Journal qui déterminent la séquence métabolique et la base génétique de la biosynthèse des pigments chez les fleurs. Leurs recherches ont jeté les bases de la génétique biochimique ou biologie moléculaire,,. 
Rose Scott-Moncrieff synthétise de la primuline cristalline vers 1930. Il s'agissait du premier pigment anthocyanique cristallin jamais identifié. 
Après avoir isolé une anthocyane de l'Antirrhinum majus violet, elle commence à travailler sur la variété rouge et sur les différentes souches de Primula sinensis. 
Elle cesse ses recherches sur les anthocyanes lorsqu'elle se marie en 1937 avec Oswald Mapletoft Meares. Le couple a deux enfants et part s'installer en Inde, où ils restent jusqu'à l'indépendance en 1947. Elle est commissaire divisionnaire des guides féminins pour Kanpur, en Inde, et se spécialise dans l’éducation indienne. Elle préside la  section des femmes à la conférence sur l'éducation en Inde en janvier 1945. À leur retour en Angleterre, la famille s’installa à Guildford. Son mari décède le 28 avril 1973.

## Hommage
Le livre de Rose Scott-Moncrieff constitue une bonne source pour les historiens. Cependant, le professeur Martin estime que le mérite de la découverte de la génétique chimique ne devrait pas revenir à Muriel Wheldale Onslow, mais à Rose Scott-Moncrieff. 
En 2017, le Centre John Innes, où a travaillé Rose Scott-Moncrieff dans les années 1930, organise une conférence annuelle Rose Scott-Moncrieff en son honneur. La conférence inaugurale est assurée par Hopi Hoekstra. 